# يورغن هانسن كوش
يورغن هانسن كوش (بالدنماركية: Jørgen Hansen Koch)‏ هو مهندس معماري دنماركي، ولد في 4 سبتمبر 1787 في كوبنهاغن في الدنمارك، وتوفي بنفس المكان في 30 يناير 1860.